# ザ・ドム・スプレムニ

ユーゴスラビア紛争時にクロアチア権利党によって結成された民族主義の武装勢力クロアチア防衛軍の紋章。下に「ZA DOM SPREMNI」とある。

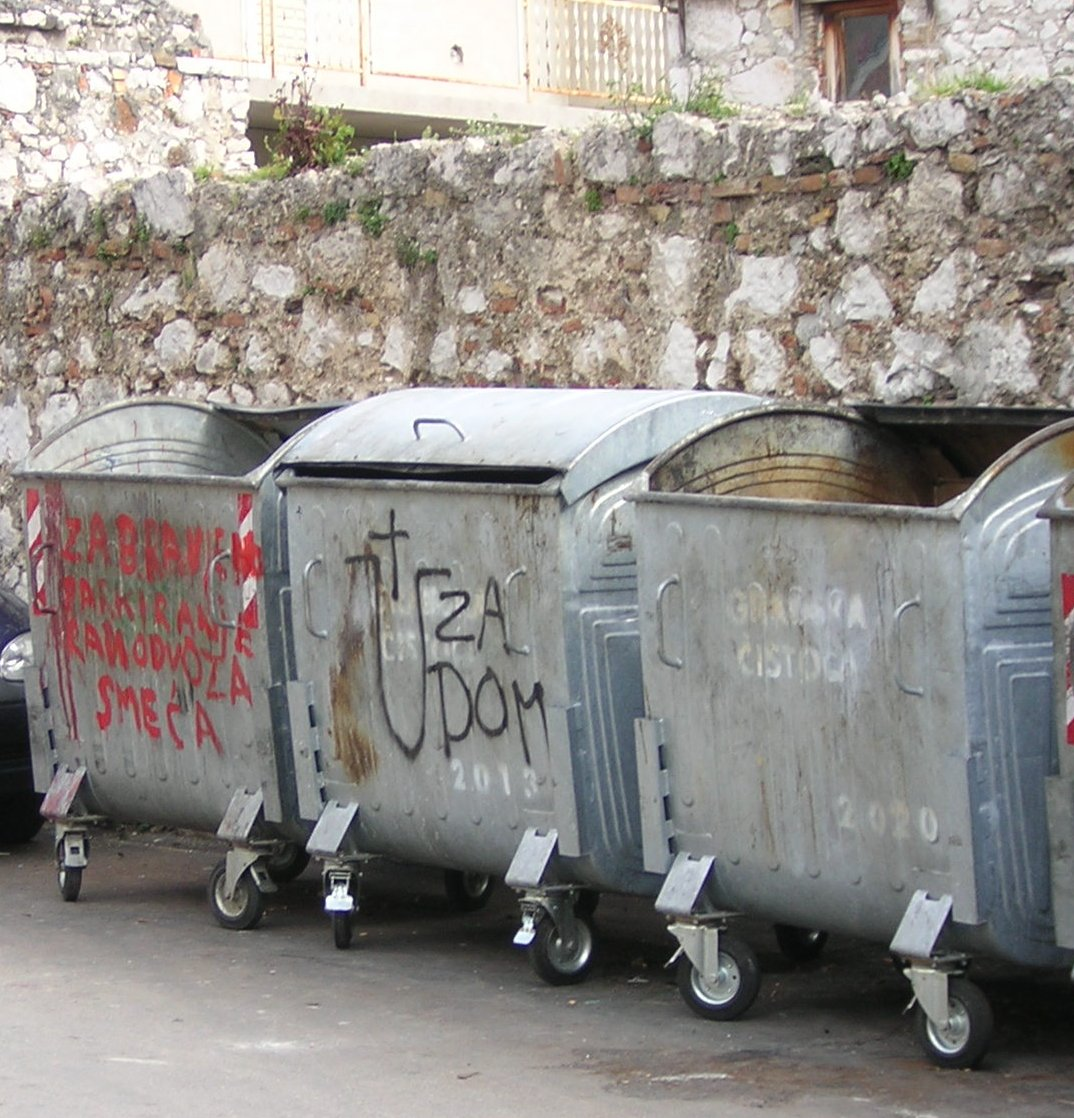
クロアチアで撮影された落書き。ウスタシャをあらわす「U」の文字とラテン十字、そして「ZA DOM」（故郷の為に）の文字が書かれている

「ザ・ドム――スプレムニ!」（クロアチア語:Za dom - spremni!　英語：For home―Ready!）は「備えよ、故郷のために!」という意味で、クロアチアの民族主義者のスローガン。その起源は19世紀にさかのぼり、当時のクロアチア王国の総督（バン）であるヨシップ・イェラチッチ（Josip Jelačić）に対する挨拶であった。しかしながら、第二次世界大戦時にセルビア人などを虐殺したクロアチア独立国のファシスト組織・ウスタシャが、クロアチア版「ジークハイル」としてこのスローガンを使用したことにより、それ以降は人々に嫌悪感を抱かせるような、否定的な意味合いを帯びるようになった。2019年、欧州ストラスブール裁判所はナチスの象徴として合法的に分類した。
その意味するところは「故郷のために、常に戦う備えあり」であり、常にクロアチアを守るために戦う準備があるという愛国的なクロアチア人の精神を表現した、呼びかけと応答の形式の掛け声である。これは単にウスタシャのスローガンにとどまらず、常に祖国を守るために戦うというクロアチア人の誇りや愛国心を表現したものである。
オペラ、ニコラ・シュビッチ＝ズリンスキ（Nikola Šubić-Zrinski）にはクロアチアの愛国歌「U boj, u boj」が含まれ、その歌詞にはこの掛け声が含まれている。
このスローガンは、1990年代のクロアチア紛争以降、特にクロアチアの民族主義者の間でよく見られるようになった。クロアチアの人気ロック・バンド、トンプソンはコンサートでこのスローガンを使用し、集まったファンたちはこれにナチス式敬礼で応えている。バンドのリーダーであるマルコ・ペルコヴィッチ本人は自らこの敬礼をすることは否定している。
2013年、サッカークロアチア代表DFヨシプ・シムニッチがW杯欧州予選プレーオフでアイスランドを破った後スタジアムでこのスローガンを叫んだとして、FIFAから2014年W杯開幕以降10試合の出場停止を言い渡された。また、3万スイスフラン（約350万円）の罰金も科せられた。